# 道明寺之戰

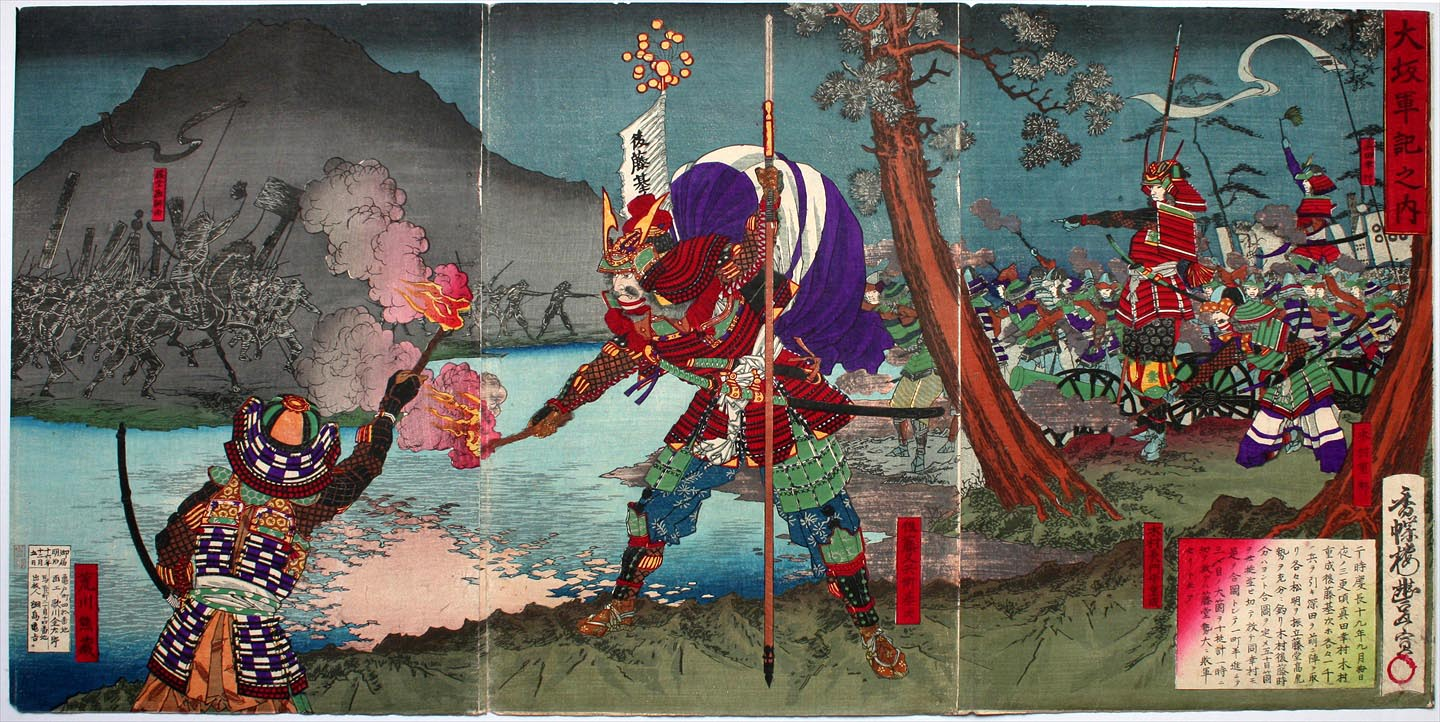
大坂軍記之内（圖中將領為後藤基次和真田信繁）

道明寺之戰是17世纪初日本德川幕府滅亡豐臣家族的大阪夏之陣中的一場战役。德川幕府方由松平忠輝指揮的部隊迎戰豐臣方的後藤基次、薄田兼相及真田信繁。戰事其分為兩個部份。第一部份是後藤基次在小松山迎擊德川軍。第二部份是真田信繁與伊達政宗在譽田的衝突。最後豐臣軍接獲八尾若江的敗戰決定退兵。

## 戰前
4月30日，從樫井回來的大野治房進行軍議，指出德川軍必定在大和路進軍，決定在大和口迎擊。5月1日後藤及真田隊前往大和口迎擊。先鋒隊分別是後藤基次、明石全登及薄田兼相等將。而於德川軍方面，以松平忠輝為首在大和進軍的部隊，在大和郡山迫使在東大寺附近燒毀村子的豐臣軍部隊撤退。

## 出陣
5月5日豐臣軍分成兩隊。前鋒部隊是後藤基次、薄田兼相、山川賢信、北川宣勝，兵力是6400人。而後方部隊包括真田信繁、毛利勝永、明石全登、福島正守、渡邊糺。5月5日下午，基次向真田信繁及毛利勝永提議率先上小松山，然後與真田隊對德川軍進行挾擊。後藤又兵衛在晚時建造了防禦工事，抵抗德川軍的迎擊。而原先挾擊留在後方的真田隊，受到濃霧的影響及不習慣在霧中行軍，行軍速度非常緩慢。
而在大和進軍的德川軍的先鋒部隊包括堀直寄、松倉重政、別所孫次郎、奧田忠次、丹羽氏重、中山照守、村瀨重治等在5月5月下午4時抵達國松。而後援部隊，包括伊達政宗、松平忠輝、本多忠政、松平忠明等將領亦先後抵達。

## 上半部（小松山）
5月6日凌晨，先鋒隊後藤基次駐守小松山，開始準備防禦德川軍工作。而德川軍則派遣部隊偵察，凌晨二時左右在藤井寺發現後藤隊進軍，並確定敵人在小松山。
凌晨四時，後藤隊佔有地利先機，德川軍先鋒部隊奧田忠次及松倉重政率先殺到，但遭到後藤隊的反擊，奧田忠次身亡，而松倉軍崩壞之際，水野勝成、堀直寄適時來援。跟著德川部隊開始對後藤隊進行包圍。首先水野勝成及堀直寄在北面登山，大概上午9時，伊達政宗開始攻擊小松山的部隊。跟著松平忠明也在東面登上。在數目上佔多的德川軍取得了優勢。後藤基次在混戰當中被伊達隊火绳枪擊中，基次因無法行動要求部下為他介錯結束生命。為他介錯的人是金方平左衛門或吉村武右衛門（有兩種說法）。

## 後半部（譽田之戰）
擊退了後藤基次的德川軍，立即向西推進，在道明寺遇上了薄田兼相的部隊，薄田收留了後藤的殘餘兵力。德川軍水野勝成與他們交戰，薄田兼相陣亡，殘餘部隊後退至譽田。
上午10時毛利隊到達藤井寺村。11時真田及渡邊隊到達譽田，救出形勢危急的北川宣勝及山川賢信，並收編殘餘部隊。雙方在譽陵進行一場激戰。伊達隊先鋒片倉重綱以装备火绳枪的骑兵部队（當中與徙士隊混合）突擊與真田隊形成混戰。至於真田隊以火绳枪反擊，雙方維持了攻勢一段時間。
後來真田軍後退，而真田幸村及渡邊糺均負傷而回，後來真田軍回到藤井寺村與毛利軍合流，雖然德川軍有追擊，但雙方沒有再度交鋒。下午二時半左右，接獲八尾及若江的戰敗消息，下午四時真田隊開始陸續撤退至大坂城，由真田隊負責殿後。水野勝成、松平忠輝、一柳直盛、本多忠政等將主張追擊。不過伊達政宗卻以「本隊從早上開始交戰，部隊出現疲勞。」而不打算追擊，而政宗曾書信給一柳直盛，要求他不要追擊，最終德川軍沒有追擊撤退中的部隊。